# Universidade Hampton
A Universidade de Hampton (em inglês: Hampton University) é uma universidade privada historicamente negra localizada em Hampton, Virgínia, nos Estados Unidos. Sua fundação ocorreu em 1868 através de líderes da Associação Missionária Americana (AMA) após a Guerra de Secessão, com o intuito de prover educação para pessoas livres; entre um de seus fundadores, configura-se Samuel Chapman Armstrong. Em 1878, a instituição estabeleceu ainda um programa de educação para nativos norte-americanos. Entre seus alunos notáveis estão Booker T. Washington, Ruth E. Carter e Mary Jackson.